# Айхелберг
Айхелберг (на немски: Aichelberg) е община в област Гьопинген в регион Щутгарт в Баден-Вюртемберг, в „Швабски Алб“ Германия с 1342 жители (към 31 декември 2018).
Айхелберг се намира между Щутгарт и Улм и на ок.10 km въздушна линия югозападно от обслатния град Гьопинген.
През 1150 и 1200 г. е построен замъкът на графовете фон Айхелберг.